# Fazal-ur-Rehman (político)
Fazal-ur-Rehman (en urdu: فضل الرحمٰن; Dera Ismail Khan, 19 de junio de 1953) es un político y clérigo pakistaní, actual presidente de Jamiat Ulema-e-Islam (F) (JUI-F) y líder de la coalición Muttahida Majlis-e-Amal. Rehman fue diputado de la Asamblea Nacional de Pakistán entre 1988 y 2018, y anteriormente había sido Líder de la Oposición entre 2004 y 2007.
Rehman es considerado un político pro-talibán, conocido por sus estrechos vínculos con el Emirato Islámico de Afganistán. Posteriormente ha intentado volver a mostrarse con una postura moderada, sin conexiones con fanáticos religiosos y líneas radicales. Antiguamente, había solicitado la imposición de la sharia en Pakistán, pero más tarde formó alianzas con partidos políticos laicos.

## Primeros años
Rehman nació el 19 de junio de 1953 (1 de septiembre según otro informe), en el seno de una familia religiosa y política, en la ciudad de Dera Ismail Khan. Su educación inicial fue en la Escuela Secundaria Millat en Multán, y fue estudiante de Mussarat Baig y Syed Iqbal Shah. En 1983, obtuvo un título en estudios islámicos en la Universidad de Peshawar, y obtuvo su maestría en la Universidad de al-Azhar, en El Cairo, Egipto.
Su padre, Mufti Mahmud fue un ulema y político que ejerció como Ministro en Jefe de Jaiber Pastunjuá entre 1972 y 1973. Él y su familia pertenecen al movimiento revivalista deobandi.

## Carrera política
A los 27 años, Rehman inició su carrera política como secretario general de Jamiat Ulema-e-Islam en 1980. Este cargo fue sucedido tras la muerte de su padre, quien había sido dirigente del partido.
A mediados de la década de 1980, Jamiat Ulema-e-Islam ha sido dividido en dos facciones: Jamiat Ulema-e-Islam (S) (JUI-S) y Jamiat Ulema-e-Islam (F) (JUI-F), siendo esta última la que comenzó a liderar Rehman.
Tras la muerte del dictador Zia ul-Haq y el retorno a la democracia, Rehman participó en las elecciones generales de 1988, donde fue elegido diputado por el distrito de Dere Ismail Khan. Posteriormente estableció vínculos con los talibanes en Afganistán.
Rehman intentó sin éxito, reelegirse por el mismo distrito durante las elecciones generales de 1990.
Sin embargo, Rehman fue nuevamente elegido diputado en el mismo distrito durante las elecciones generales de 1993, con la ayuda del candidato islámico Jamhoori Mahaz. Durante su período, fue nombrado presidente del Comité Permanente de Asuntos Exteriores.
Rehman se postuló en las elecciones generales de 1997 para un cuarto período, pero no resultó elegido.
Rehman lideró numerosas protestas antiamericanas y manifestaciones a favor de los talibanes en las principales ciudades de Pakistán, tras el inicio de la Guerra de Afganistán en 2001. Criticó al Presidente de los Estados Unidos, George W. Bush, y amenazó con convocar la yihad contra los Estados Unidos si seguían bombardeando al país vecino. También criticó y advirtió al Presidente de Pakistán, Pervez Musharraf, que sería derrocado si continuaba apoyando la ''Guerra contra el Terrorismo''. En octubre de 2001, Musharraf puso a Rehman bajo arresto domiciliario en su pueblo natal Abdul Khel, por incitar a los ciudadanos pakistaníes contra las fuerzas armadas de Pakistán, y por tratar de derrocar al gobierno de Pakistán. Posteriormente, en marzo de 2002, Rehan fue puesto en libertad y los cargos en su contra fueron retirados.
Rehman volvió a ser diputado, tras las elecciones generales de 2002, bajo el apoyo de la coalición Muttahida Majlis-e-Amal (MMA). Ganó en dos escaños, NA-24 y NA-25, este último quedó vacante.
Tras ganar en las elecciones, Rehman se convirtió en un potencial candidato para el cargo de Primer ministro, pero al final fue descartado.
Ejerció como líder de la oposición entre 2004 y 2007.
En 2007, Rehman invitó a la entonces embajadora de Estados Unidos en Pakistán, Anne Patterson, a una cena en la que buscaba convertirse en Primer ministro de Pakistán, e incluso expresó el deseo de viajar a Estados Unidos.
Rehman volvió a presentarse candidato como diputado en las elecciones generales de 2008, bajo el apoyo de la coalición MMA, en los distritos de Dere Ismail Khan y Bannu. En septiembre de 2008, fue elegido presidente del Comité de Cachemira de la Asamblea Nacional de Pakistán.
En estas elecciones, Rehman obtuvo su escaño por el distrito de Banny, pero perdió su elección en el distrito de Dere Ismail Khan. Hacia 2008, Rehman se distanció de los talibanes, y declaró considerarse como un político moderado.
En mayo de 2014, el Primer ministro Nawaz Sharif le otorgó el cargo de ministro federal, para que fuese el presidente de un comité especial en la Asamblea Nacional de Cachemira. En agosto de 2017, el Primer ministro Shahid Khaqan Abbasi le otorgó el mismo cargo público. Al finalizar el período parlamentario el 31 de mayo de 2018, Rehman dejó aquel cargo.
En marzo de 2018, comenzó a liderar la coalición Muttahida Majlis-e-Amal el cual fue restablecido en 2017.
En las elecciones generales de 2018, Rehman se postuló nuevamente a diputado por el distrito de Dera Ismail Khan, NA-38 y NA-39, pero no resultó elegido.
El 27 de agosto de 2018, varios partidos de oposición, incluyendo la Liga Musulmana de Pakistán (N), nominaron a Rehman como candidato para las elecciones presidenciales de 2018. El 4 de septiembre de 2018, él obtuvo el segundo lugar, tras obtener 184 votos electorales siendo superado por Arif Alvi (352) y superando a Aitzaz Ahsan (124).

## Oposición al PTI
Rehman ha mostrado en numerosas ocasiones su rechazo hacia el ex primer ministro Imran Khan y su partido político, el Movimiento por la Justicia de Pakistán (PTI). En 2013 Rehman declaró votar al PTI como haram (prohibición religiosa), afirmando que Khan está siendo apoyado por Occidente y el lobby judío: explícitamente lo llamó agente de «estadounidenses, judíos, ahmaddíes y gente de personalidad enferma».

### Marcha de Azadi
A finales de 2019, Rehman lideró una marcha a Islamabad, con la intención de realizar una sentada, hasta que el Primer ministro Khan renunciara a su cargo. Al menos decenas de miles y posiblemente millones de militantes de partidos opositores se manifestaron contra el gobierno de Khan. La marcha de Azadi (se traduce como ''Marcha de la Libertad'') comenzó en la ciudad de Sukkur el 27 de octubre, y avanzó hacia Sind y Punyab; otros partidos políticos también se unieron a la marcha, que llegó a Islamabad el 31 de octubre. Rehman también se designó a los participantes en diferentes puntos del recorrido.